# 塔希里亞故事集
《塔希里亚故事集》(英文:Tales of Tarsylia；法文:Légendes de Tarsylia)是由吴淼创作的剪影风绘本，内容描述以架空的塔希里亚世界为背景所发生的各种故事。故事格局庞大，具有独特的世界观与深刻的意涵。形式上是单元剧，但各个故事的剧情及出场人物间往往有关连。本作品自2006年底开始在网络上连载。2007年单行本第一集由接力出版社出版，截至2017年已出版了九本单行本，其中第一本有两个版本。2010年塔希里亚中的核心剧本之一「沉默归宿」授权北京趣游天际进行游戏改编。
2013年正體單行本第一集由野人文化出版社以《塔希里亞：魔幻剪影故事集I》為名在臺灣出版發行，目前已出版了两本正體單行本。

## 塔希里亚的世界观

### 塔希里亚世界的架构
四大元素界：风元素界、火元素界、水元素界、土元素界。系塔希里亚主物质界构成的基础。
四大灵界：彩虹群岛、大丛林、无尽海、万壑地穴。唯有灵体能到达的界域。
下层界：深渊，教会称之为地狱。
上层界：天界，教会称之为天堂。
炼狱：位于上层界和下层界的交界处，由混沌魔神们占领。
主物质界：人类居住的区域。

### 塔希里亚的时代
第一纪  混乱时代
第二纪  众神时代
第三纪  英雄时代

### 人類的四大王國

#### 加斯帕爾帝國
在第二纪元时期是统一全人类的大帝国，在神离之日，遭到各地豪强的挑战而分崩离析。在第三纪，其领土不过是海外的赤地，以及留存在大陆上唯一的要塞——断刃要塞而已。
如今的帝国是謝爾菲斯特的直系後代，前帝國的後裔和保王黨們組成的國家。他們宣揚帝王就是人民的神，忠於帝王是每一個加斯帕爾人的宿命。每個加斯帕爾人一出生就被灌輸這樣的思想，這使得加斯帕爾帝國的軍事實力在4大王國中是最強的。
死亡導師——信仰王者守護神泰拉特的牧師們在泰拉特墮落後，成為死亡導師，他們向民眾宣揚忠君思想，鞏固謝爾菲斯特4世統治。同樣信仰專制魔王泰特斯的軍人在死後可以立刻被死亡導師轉化成不死戰士！謝爾菲斯特4世說過：“我有一支死後依然忠於我的軍隊，早晚我會重現帝國的輝煌。”
契約係法師從來不認為自己是法師，他們拒絕加入術法同盟，也拒絕向帝國服務。但不管怎麼樣，他們還在加斯帕爾帝國的某個角落。

#### 希達爾商貿聯合會
確切地說，這是一個以貿易為主的小國，商盟的會長就是國王，他們唯一的原則就是遵守協議，不擇手段的謀取最大的利益。
首都为“星城”希达尔，駐軍不多，但是各國在這都有使館和商寨，所以，這裡是傭兵們的淘金之地。
塔西里亞最大的盜賊團伙微笑之手據說就在希達爾城某處，當然，這只是傳說……
其权力机构为上下两议院。
下议院议员由联邦各加盟城市、行业工会代表及其他需要拉拢的各方势力代表组成，人数相当多。每个议员都有权力当场提起议案并投票表决。议案内容和提起者的口才是决定议案命运的关键。至于议案内容则无强制限定，故偶尔也会出现当场宣扬邪神信仰导致群殴的事件发生。
上议院由四大商团和达斯克的代表组成，采取协议处理下议院投票通过的议案，以及其他各类重大事件，协调内部利益的分配。
希达尔亦有维持公共秩序，处理案件的治安部。但由于其权限和身为联邦暴力机关的达斯克佣兵团冲突，而人力则远不及达斯克，故每每遇事皆处落下风。

##### 四大商团
帝国分裂崩析时，由原四大商团经过吞并与妥协，形成三大商团。后来崛起的野草商团加入后形成现在的格局。
- 瞭望者商团：经营旧加斯帕尔帝国的原贵族产业。他们和帝国的贵族以及教会有着千丝万缕的联系。
- 绿荫商团：从事矿业，他们是唯一和矮人有贸易往来的人类团体，也是四大商团中唯一采取家族制的。
- 毒蛇商团：是黑市以及走私业的龙头老大，豢养了多名刺客。
- 野草商团：是步行商的商团，发起人为黑鼻子鲍文。野草商团在四大商团中崛起最晚。虽然他们的销售规模与其他近乎垄断企业的三大商团不可同日而语，但其行商遍布大陆的各个角落，无论是军队动向还是风土人情，各种情报皆能信手拈来；同时，他们也通过每个行商的口耳相传，将联邦的政策及时发布到各个村镇。因此，野草商团得到了其他三大商团的承认，其营业额有三分之一来自三大商团的补贴。以经营零售业和日用品为主，其商品以价廉物美出名。无论对边境村落还是冒险者，行商的出现都意味着好日子。为了保护独自上路的行商，野草商团采取了严格的报复策略。一旦行商遇害，商团将通过行商身上携带的水晶记录的凶手信息，从公共基金里提成高额赏金通缉凶手，同时也提取公共基金补偿被害行商的家属。由于有上文提到的政治因素，行商们的经商路线都是仔细划定的，只有在商团内达到一定地位，被商团所承认的行商，才能负责敏感危险的区域。其营业口号是：“我们这里总有你们需要的！”代表人物為黑鼻子鲍文、老朗克。

#### 彩虹之國
這個由阿方索統治的彩虹王國，首都被人們稱為法王城（也叫彩虹城——據說天空中有一道不滅的彩虹），因為王國中最有權利的人並不是國王而是術法同盟的法師艾梅達爾，法師在王國中都有自己的官職，術法同盟的權利和影響力遠遠超過以阿方索為首的貴族派系。在這個國家，法師是很受尊敬的，在這個國家，好奇心太強就意味著消失！
由于术法同盟（原法师协会）的总部设立于新彩虹城，故彩虹亦成为法师派系的名称，与阴影相对。

#### 高原之國斯卡維亞
這個易守難攻的高原之國之所以沒有被吞併，不是因為險要的地勢而是這個貧窮腐朽的國家在列強眼中根本沒有價值。昏庸無能的巴普雷斯王族統治這個國家，他們沒有野心擴張，更沒有能力治理好國家，每年都要向加斯帕爾帝國進貢大量的年金以求平安，這使得人民的生活更加貧窮。各種信仰在這荒蕪之地殘留了下來，在這個國家，可以找到很多傳說中的信仰，很多逝去的名字……這裡的人民迫切地希望得到指引。

### 其他

#### 诡法
为塔希里亚世界中独有的一种棋类游戏。最初版本为三方厮杀，模仿创世战争期间神、魔和自然三方的对决。后来经过大法师提斯雷尔的改进，成为二对二的基本格局。
每一方各有七个棋子，分别为元素师、召唤师、幻术师、预言师、死神（亡灵师）、力场师以及权杖，基本概括了法术的各个类型。每个棋子都有其特殊的用法。具体棋局则在一张正方形的棋盘上以方格为基础展开。胜负标准以一方的权杖到达中央四格，或是消灭对方全部的权杖为胜。
这种游戏是法师中最广泛的一种娱乐，很多大法师自己也是诡法高手。如大法师艾克萨罗斯在设下陷阱对付咒魔的时候，为了打发时间也和对方来了一局。由于棋子用法丰富多彩，而又讲究棋手之间互相配合，因此演化出很多经典战术。艾克萨罗斯甚至发现，诡法有助于发现学徒的魔法天赋。学徒惯用的棋子和战术，往往能反映其最擅长的法术类型。如斯布雷斯最擅长用元素师推进，艾梅达尔则喜欢用幻术师故布疑阵，和他们各自的才能完全符合。
在艾梅达尔的主持下，彩虹和阴影多次联合举办诡法大赛，互有胜负。成为两者为数不多的官方交流平台之一。

## 组织

### 术法同盟
法师的组织，前身为「法师协会」。

### 阴影
大法师斯布雷斯在睿问魔谋杀案之后，脱离彩虹城创立的法师组织。其名称来源于对彩虹城的对抗意识：“阴影之中，没有彩虹！”总部设立于希达尔联邦附近的灰岛，该地原来是咒魔的秘密城堡，后来成为艾克萨罗斯的禁地。艾克萨罗斯死后其弟子雅戈秘密保留了这块土地，以及艾克萨罗斯财产的四成，作为日后斯布雷斯开创事业的基础。
组成：其原始成员包括大法师，原彩虹城英灵学院院长斯布雷斯，他也因此被称为“阴影之主”，以及“76名高阶法师”（这实际上是追随斯布雷斯脱离彩虹的全部法师人数，其中包括7位高阶法师，19位中阶法师，50名普通法师。当时的协会会长艾梅达尔为了平息事态而将他们全体追认为高阶法师），还有若干学徒（大部分是原英灵学院的学徒），其中包括后来成为斯布雷斯左膀右臂的“深渊隐士”卢克·海斯。
和斯布雷斯一同离开彩虹城的原法监首领，契约术大师勒佛特尼出于自身立场没有加入，但积极协助阴影的创建，并矢志不渝地监视和限制其过度扩张。
成员关系：与彩虹城拉帮结伙，惯于官场争斗乃至师徒间，同学间相互猜忌，勾心斗角的作风相反，阴影在斯布雷斯的领导下相当重视同窗以及师徒关系。每个出徒的阴影学徒，都能得到前辈师兄和老师的慷慨馈赠。
教学风格：由于斯布雷斯偏向于法术的实用性尤其是实战性，故而阴影很重视学徒的生存能力，而纯研究稍有不及彩虹。艾克萨罗斯的独门教学法在彩虹城多半已出于安全考虑而取消，而在阴影则得以保留。考虑到其前身英灵学院的研究风格，很可能阴影对于危险研究没有彩虹城那样严格的禁制。阴影秉承斯布雷斯的理念，认为为了得到力量而付出代价是天经地义的。
周边关系：由于灰岛名义上属于希达尔联邦（以下简称联邦）的领土，而希达尔联邦有意向彩虹城结交，加上斯布雷斯曾得罪过联邦的重大部门达斯克佣兵团，故而阴影和联邦关系历来紧张。联邦为了阻止阴影的扩张，曾暗杀斯布雷斯的老部下贝利亚。在勒佛特尼的努力下，阴影虽然和彩虹对立，但始终没有退出法师协会乃至术法同盟。后来勒佛特尼更凭借自己在加斯帕尔帝国的地位牵线搭桥，促成阴影与帝国结成外交关系。
著名人物：“四杰”之一，大法师斯布雷斯；“深渊隐士”卢克·海斯；黑鹰情报团团长，“沉默深渊”特雷。

### 教会
信奉帝国守护神泰特拉，视帝国的皇帝为泰特拉的传人而予以侍奉。由于泰特拉已经堕落，其神术亦成为亡灵术。

### 达斯克佣兵团
塔希里亚最大的佣兵中介机构，总部在希达尔联邦，由原本的达斯克佣兵团和部分微笑之手成员合并而成。
既提供任务中介和情报交流，也负责联邦的治安和参与政策的制订。最高层原本为五人会议，后增加至十二人。
其开设在彩虹城的分部曾由于参与了袭击艾克萨罗斯的大法师塔而遭到艾克萨罗斯的毁灭。

## 角色介绍

### 大师
提斯雷尔
出生于第二纪——众神时代的大法师。流浪漂泊一生，绘制了塔希里亚最详尽的地图。由于其传奇的实力和对法术的贡献，在法师中他的地位等同于神明。
“咒魔”马克罗夫
本名不详，出身于法师世家马克罗夫家族的天才，有一半圣精灵血统。擅长诅咒和亡灵术，故得“咒魔”之名。性格傲慢刻薄而理性，平生只仰慕提斯雷尔一人。对法术视若生命。前半生生活优越而自信，但在遭遇感情挫折后选择了离家冒险。回归家族后将全体家族成员献祭，避免了成为吸血鬼的命运并成为了和神灵类似的能量体。在旁人眼里，其身心早已远离人类。
由于情感变故导致其终身埋首于控制命运的研究中而一无所获，不得不承认自己对命运无能为力。然而讽刺的是，他本人却是脱离命运的存在，能扭曲任何与他接触的人的命运。对自己的徒弟艾克萨罗斯极其厌恶乃至痛恨，但亦承认其实力。
他曾出于自傲而挑战下凡的守护神泰拉特，结果被对方的圣火烧成碎片，花了数年时间重组自身。之后为了实现自己最完美的诅咒亲自前往艾克萨罗斯的法师塔，结果中了对方的陷阱而被炸碎到各个位面上。但在被炸碎之前留下了暗示。
在艾克萨罗斯为了彻底消灭他而到处狩猎其碎片时，成功操纵其意志，以试炼为名四处追杀艾克萨罗斯的学徒。最后试图转移到帕尔卡体内时遭到雅戈、斯布雷斯和艾梅达尔的联手攻击，战败并堕入炼狱深处。堕落之前试图带走艾克萨罗斯，但被已故的轰拉插手阻止。
艾克萨罗斯
全名艾克萨罗斯·伊拉尔多夫，有着“魔王”称号的大法师，精于召唤术。他是被月鹫部兽人养大的人类，名字源自传说中拯救了月鹫部的圣者，姓氏是离开部落后自己编的。由于自小受到兽人崇尚武勇的影响，性格较为粗野，视人生为挑战，崇尚弱肉强食的丛林法则。年轻时作为佣兵外出冒险，被咒魔所收罗，由于表现出惊人的法术天赋，在咒魔的默许下得以研究法术。但由于举止“野蛮”（咒魔语）而不被咒魔承认师徒关系。
他是后世法师培养方式的开创者。一生收徒七百多个，仅有11人成功毕业（其余皆中途退出或死于淘汰）。和咒魔最终对决后虽然成功击败对方，但却中了诅咒，性格变得越来越扭曲。最终在追猎咒魔碎片时受了对方的控制，以试炼为名四处追杀昔日弟子，最终在一场恶战之后被自己的弟子雅戈、斯布雷斯和艾梅达尔所杀。死后魂归大丛林并与兄长团聚。“四杰”隐瞒了他真正的死因，在两年后宣布其自然死亡，期间由帕尔卡装扮成他继续处理法师协会的事务。
里克·詹姆斯
和咒魔以及艾克萨罗斯同时代的人物。虽拥有大法师的头衔但没有施法能力，然而对法术的理解和熟知远超常人，被艾克萨罗斯称为“百科全书”。他博览群书，见解不凡，性格幽默诙谐，有点玩世不恭，喜好靠着口才及魔术手段闯天下，由于经常骗人，也时常惹下麻烦。他的催眠术独具一格。他的行事作风对艾梅达尔影响很深。
在帝国分崩离析不得不渡海逃往现在的土地时，詹姆斯作为皇室大法师葛奈尔的客人一同前往，并经由葛奈尔的推荐，在人称“鲨皇”的弗兰克·克莫特瑞斯手下担任顾问，海王岛海军总部就是他的得意手笔。在这期间他在这里找到了归属感。他“因病死于英雄28年”。之后秘密改名为德文加入克莫特瑞斯家族并迎娶了弗兰克的女儿。

### 四杰
系指第三纪时艾克萨罗斯的四名弟子：  
雅戈
全名雅戈·贝尔。曾担任法师协会主席，擅于经营。性格开朗厚道，踏实刚毅。法师们称他「庸人雅戈」。他一手设计并创建了新彩虹城，之后这座城成了法师界的中心，直到阴影崛起并挑战它的位置——当然这已经是雅戈死后的事情了。他设立了法师界的教育制度，使其拥有了自立功能。他是斯布雷斯最知心的朋友。等到他死后艾梅达尔接手法师协会时，彩虹城富可敌国。
他也是阴影的金主，斯布雷斯创立阴影的资金来自雅戈的遗赠。他一生有四个彪悍的儿子，想要个女儿却一直没能如愿。这个现象甚至引起了希德的注意——因为她们家系中有不能生男儿的诅咒。
帕尔卡
艾克萨罗斯之子(之後故事講述二人為養父子)，自幼学习法术，是公认的天才。在学徒时期，和艾梅达尔并称为两大天才之一。视艾梅达尔为至交。当然，实际上他的才能高过艾梅达尔甚多，艾梅达尔被扮演成天才，一半是出于艾克萨罗斯保护帕尔卡的安排，一半来自帕尔卡专心的學習。
他是四杰中法术成就最高的一人，独力解开了魔法的奥秘——源符，从而开创了后世魔法系统研究的先河，为魔法在新时代的繁荣昌盛打下了理论基础。但他也意识到此举无异于将魔法庸俗化。在晚年甚至突破了世界的规则，完成了能将灵魂永驻世间的装置。
成年后婚姻问题始终困扰着他。虽然和他结婚的公主是他暗恋的对象，但她极其厌恶法术。帕尔卡不得不放弃了曾经视为生命的法师生涯，专心当一个自己根本不喜欢当的贵族。结果他为了维持这段感情付出了太多，却始终得不到自己想要的回应，他开始质疑甚至后悔当初自己的选择是否正确，最终堕落成了一个终日买醉的酒鬼。其状况之凄惨连最讨厌他的斯布雷斯都看不下去。
等到他有朝一日突然觉悟到自己到底追求的是什么时，他已经无力再现往日辉煌了。虽然他通过秘密研究留下了一些惊天动地的成果，但都不过是昔日的影子罢了。于是他得到的是最符合他的称号：沉沦的风。
艾梅达尔
全名艾梅达尔·阿斯特里克，帕尔卡称呼其爱称“艾梅尔”。幻术大师，工于心计。年轻时性格较为阴险毒辣，年纪渐长后随着历练增多，逐渐内敛而诙谐。曾为了追求另一种人生而放弃法师身份并为了成为诗人而考入希达尔的忧伤大剧院进修诗歌，饱尝人间冷暖。期间邂逅了日后的妻子德琳娜。后与之私奔，育有一子一女。
其父乃旧帝国的最后一任圣辉武士林赛·阿斯特里克，母亲名为雅蒂，是一名德鲁伊。由于德鲁伊乃是受到帝国教会迫害的存在，两人的关系一直没有公开。林赛后跟随教皇执行任务失踪，雅蒂怀着身孕前去寻找，途中生下了艾梅达尔。由于生育和旅途操劳，雅蒂的健康一落千丈，最后被冒险同伴艾克萨罗斯和轰拉送回希达尔城。大卫也是雅蒂的此次冒险的同伴之一，但在雅蒂分娩后分开行动。艾梅达尔三岁时，雅蒂由于厌恶城市，打算将孩子交到一个“可靠的地方”（剧情中未明示），却由于身体虚弱死于半途。艾梅达尔被外出寻访弟子的艾克萨罗斯找到并带回塔内培养。
雅戈死后艾梅达尔返回彩虹城接任法师协会主席。将「法师协会」改为「术法同盟」。并担任了海之院的院长，教授其独门的幻术。由于其手法带有浓厚的艺术气息，兼具幽默诙谐与厚重深沉的意境，使得幻术这个法术的古老一脉在沉沦了多年后再度复兴。期间，他解救了一个因私闯禁地而遭到处刑的学徒达利·迪斯尼奥，委任他为自己的左右手并设立了直属于自己的“清除者”组织。
斯布雷斯
全名巴尼·斯布雷斯。火法师，由于天资不佳且求学经历曲折坎坷，导致性格暴躁易怒，但重情重义。成年后在各种历练中逐渐成熟起来。在希达尔当了三年佣兵，后放弃了晋升达斯克佣兵团领导层的机会回到彩虹城。雅戈死后带领76名高阶法师离开术法同盟，建立「阴影」。他身上会随着情绪波动而生长的荆棘是他的标志。父母是被贵族迫害致死的平民，故对贵族极其厌恶。
其实力虽然不是塔希里亚世界最强，但绝对是全书中最敢拼命的，破坏力冠绝群雄。作者曾坦言：要杀死斯布雷斯，首先得找3-4个实力相当，了解他底细而且不怕和他拼命的人，然后先压制其法术，再斩首挖心阻止其再生。足见斯布雷斯有多难对付。而实际上，了解他底细的人往往是他的旧日同窗，而他们对斯布雷斯的态度大多是：不怕他，但也绝对不想和他起冲突。因此光是这项前提条件就难以达成了。

### 艾克萨罗斯的其他弟子
希德
全名希德·赛莉娅·玛加尔，比起法术来更喜好钻研科技的古怪法师。擅长推演计算。和雅戈的妻子贝蒂是表姐妹。一众弟子中仅有她修得侏儒的数字语。在侏儒中很受尊重，甚至得到了侏儒的教授头衔并为侏儒规划了新城市。
在咒魔操控艾克萨罗斯“试炼”众学徒之时，将被咒魔附身的，可以自由穿行各个位面，强度足以和一头成年龙肉搏的魔体彻底摧毁，直接扭转了之前学徒们各自为战的窘境。其才能得到了素来眼高于顶的咒魔发自内心的佩服，称其为新时代的开端。
拉尔巴蒙托
艾克萨罗斯偶尔发现的拥有施法能力的食人魔。从小被艾克萨罗斯藏匿在法师塔外秘密培养。很尊敬艾克萨罗斯。善于学习和思索。为了拯救食人魔免遭绝种而四处奔波，组建牧场，学习人类文明，并以人类的文化改造自己的部落，甚至投靠人类的联邦以取得地盘。和斯布雷斯关系密切，互相认同。后由于对付旧神会失手被打成重伤。斯布雷斯晚年在灰岛开设阴影时他再度现身。艾克萨罗斯评价他——背负了本不属于他的重责。
赫利斯
为泰夫林（人类和恶魔的混血儿）女子，拥有优秀的法术能力。但在法师塔内实力只算中等。和乌鸦梅恩以及巨石巴德一起长大，相互依靠而得以在法师塔内生存下来。婚姻及性观念和人类大相径庭，比较开放而热烈。在她的调解下，梅恩和巴德得以免于因吃醋而火并。对斯布雷斯很感兴趣。虽然看上去很大大咧咧，但内心极重感情。
梅恩
外号是乌鸦梅恩，猎户之子，擅长陷阱和毒刃，动作敏捷，但施法能力有限。从小和赫利斯及巴德一起长大，感情深厚。长大后三人一同外出冒险时曾为了赫利斯而和巴德决斗，被赫利斯阻止并劝服。
巴德
外号是巨石巴德，北地的蛮人后代，有大地祭司的血统，故天生具有操纵土元素的能力。体型庞大，性格勇敢，平时沉默寡言，偶尔容易优柔寡断，但一旦下定决心则心如铁石。他的得意技是构造土墙包围自身，然后发动冲锋，利用自己的力量压倒敌人。
毁灭
全名毁灭·马克罗夫，马克罗夫后裔。当年由于年纪幼小未达学习魔法的年纪而被咒魔放过，一心想要恢复马克罗夫家族，为此隐去姓氏充当咒魔的眼线作为弟子潜入艾克萨罗斯身畔。但其性格较为光明正大，对自己认同的人很尊重。在马克罗夫攻击艾克萨罗斯的大法师塔时，出于意气相投而设法保住了塔的原主人塞尔伦的性命。在低位卑下的斯布雷斯公开召出火狼时，他第一个喝彩。法术修为深湛，是一众弟子中第一个离开大法师塔自立的人。后前往北地，一力承担起当年咒魔未竟的事业。

### 其他人类角色
贝尔蒙斯·修恩·菲尔迪斯
加斯帕尔帝国的现任皇帝，是加斯帕尔历史上唯一一个没有经过教会洗礼而登基的皇帝。青年时期弑兄夺位，登基后积极排除教廷势力，反对教会干政，还创建不受教会控制的铁卫军。为人敏感多疑，狡诈冷酷，由于手段毒辣，而被教廷暗地里称为魔王。在得知独子艾卡能接受教廷的援助意图推翻自己时，连他一起除掉。现在正在培养自己的三个孙子。晚年曾遭刺杀，但未死去。目前和教廷冷战中。在他的领导下，帝国中止了劳民伤财的跨海远征，通过大量兴建圣灵塔而成功实现了帝国经济的腾飞。
伯雷特·恩萨
帝国教会的大主教，赤地人出身。年轻时担任低阶教士，思想激进，由于表现突出被哈雷大主教所赏识。后随哈雷大主教出海远征，回军途中遭遇海龙袭击，虽勉力召唤守护神击退海龙，但本人坠海身亡。尸体在帝国的复活地窖里未经仪式便复活，被视为神迹。之后由教皇特别提拔，接替了哈雷大主教的空缺成为大主教。对神的信仰很深，坚信信仰是用来造福大多数人而非服务于少数人的。哈雷大主教的务实作风对他影响颇大。本人表现比较偏激，行事不理会任何人的看法，对于教廷的腐败堕落深恶痛绝，因此在教廷内没有伙伴。起初行事颇为刻板僵硬，后经过历练，成就了深湛的政治眼光和手段。在教廷讨论皇孙未来问题的发言得到教皇的认可，并出任皇孙的教育事务。之后出使阴影之岛，和阴影法师学院达成协议，为帝国争取到了强援。
丹尼
希达尔联邦达斯克佣兵团的7号接待员，性格圆滑干练，斯布雷斯和他接触最多，通过一系列的冲突建立起了对等关系。后由于禁魔力场的不良影响而早世。
大卫
灵能者（旧称堕天使）。拥有比艾克萨罗斯更魁梧的体格，热情、重诺。跟老艾不打不相识，后因为凯奥斯事件决裂。中年后性格趋于平淡，在北地建立起灵能者的国度，冰山修士会。
凯奥斯
大卫之子，从小拥有强大的灵能，骄傲狂躁。在艾克萨罗斯的法师塔访问（实质上是人质交换）期间与一众学徒冲突，跟斯布雷斯产生奇妙的友情，回到北地后灵能丧失，转而学习暗丧修士会的拳术，锻炼身体。成年后出外闯荡，成为旧神会的保镖。
卢克·海德
斯布雷斯之徒，跟随斯布雷斯离开英灵学院创立阴影的76名法师之一。在睿问魔研究领域取得重大突破并以此申请提斯雷尔奖，但当时的黄金之院院长科勒剽窃了海德的研究成果并以此获得提斯雷尔奖。海德在颁奖典礼上以“我以我母亲赛丽的名义起誓，我以上所说的每一句话，都是真话”为口诀，解除了其施加在睿问魔身上的防护魔法并借睿问魔之手除掉科勒，是“睿问魔谋杀案”的直接责任人。

### 龙族
三眼火龙王
被称为三眼火龙王康特罗西斯菲迪，是一条壮年期的火龙。性格暴躁但心思颇深。青年期四处游历，曾试图挑战翡翠龙后并被其重创。养伤时遇到了大法师提斯雷尔，被其法术所控制成为其坐骑。提斯雷尔死后控制自动解除。为了泄愤摧毁了提斯雷尔的故乡，并毁灭了该城镇所在的王国（数百年后在废墟上建立的城市即是希达尔）。之后反省自己的所作所为，发觉自己只是在徒劳地反抗命运，遂接受自己的过往。在终结第三纪的神离之日，接受了矮人王的邀请，将自己的部族迁入了矮人的地城，摧毁了当时加斯帕尔的讨伐军队，并吞噬了加斯帕尔的末代皇帝谢菲尔德，导致帝国失去领导和精锐部队而灭亡。其额头上的第三只眼并非真正的眼睛，而是提斯雷尔施法留下的痕迹。
翡翠龙
全名是翡翠龙雅尔塔贾菲迪莉斯，栖息在精灵圣山山顶的希望古树上的一条老绿龙，被称为“塔希里亚史上最温和的龙”，对于龙族的本质认识很清晰，和精灵族的界域之子阿尔索德·碎风关系很好，类似于祖孙；和精灵族的预言师希丽安是曾经的恋人，为了改变圣精灵族的命运而一同奔波过。总是静待世事变迁，等候着命运的惊喜。

### 精灵族
耶萨尼欧·烁星
圣精灵族的奇匠，擅长为他所看的中的人量身制作适合他们的武器。牛头人老首领的战锤“雷霆之角”和斯布雷斯的新法杖都出自他之手。曾为圣精灵族的预言师，“星辰之眼”希丽安所看中，并试图培养成下一任星辰之眼。但遭到毁容之后希丽安不得不放弃了这个打算。为了修复“背叛之盾”而接触太多禁忌物品以及矮人高温熔炉的灼伤，脸部被严重毁容，不得不戴上面具。性格恬淡自然，几乎不动怒，尊重任何与之接触的人物。他是世上少有的能让斯布雷斯感到恐惧的人之一。
艾尔索菲·碎风
阿尔索德的孪生胞兄。按照圣精灵的传统，有担当弟弟助手的义务，但他选择和人类恋人丝雷雅一同私奔。恋人死后于英雄8年在平静丛林建立失落之国，数年后发展为除翡翠天堂外最大的精灵半精灵聚集地。17年，失落之国建立起大陆最完备的刺客训练基地——迷宫。
阿尔索德·碎风
圣精灵族的界域之子，天生具有操纵风元素的能力。性格叛逆高傲，唯独对翡翠龙后敬爱有加。曾参加过北地的白龙“冰王”的军队，并从其学得冻结之法。有一个双胞胎兄弟艾尔索菲。他是预言中的希望之子，因此深受圣精灵族的重视。但本人并不认同这种安排。他身上的疤痕都是和他作战的对手给他留下的，他保留这些伤痕代表他对这些人的认同，平时会用自己的能力掩盖起来。

### 魔鬼
意義上與「惡魔」不同，屬於深淵的居民，重視規則、邏輯與契約，沒有主物質界中的「肉體」的概念；但如果沒有將自身鎖住於肉體中，在主物質界中現身會消耗其自身，但是若有自身的肉體，其大部分能力將被禁錮，必須蒐集人類的靈魂再度聚集力量(詳見第30集<運氣>)。
魔鬼的概念不屬於邪惡，意義上屬於"光之相反"(編者推估)，因為從第20集-<背叛>中可以看出，原第7深淵領主的泰莫拉爾自身因內心的腐化墮落成只有邪惡與執念的「惡魔」-專制魔王泰特斯，此時的他已經與原有深淵領主的概念完全不同了。

#### 深淵領主
和众神相对的存在，最高位的魔鬼。深淵領主的力量源於思考，通過思考間的邏輯包容性獲得力量的意識體。對世界有深刻的觀察，“源論”才逐漸孕育產生。有了“源論”,深淵領主的存在才算是完整。不同的深淵領主有不同的“源論”。若一位深淵領主認同了另一位深淵領主的“源論”，其存在似乎會與其融合，至少據督尼的說法「……會失去很多自我」。
第一領主巴爾瑟圖茲
深淵誕生的第一位領主。巴爾瑟圖茲的源論是:萬象皆為因果。地獄的建立者，或者說其本身就是地獄。建立地獄的目的是所謂「給人類以反省」，人類於地獄之中反省產生「思想的沉澱」為魔鬼的養分試圖通過地獄的存在加強人類對魔鬼的認識。督尼認為地獄中只會之誕生無盡的痛苦與悔恨，因而離去。
第二領主厄尼爾
被稱作“思索者”，同時也是最後一次神魔大戰的操盤手,跟智慧之神菲爾娜鬥智。給予人類思想的種子.干涉菲爾娜的神人計劃。神人之後成為第一代的法師。排擠掉了第七領主這大麻煩。為了證實自己的源論——“世界誕生於意識的思考”，不惜花費巨大代價引導人類思考。厄尼爾在第二紀一次召喚中，證明了弗那薩伊的源論。厄尼爾則以“悖論不等於虛無”保存自己象徵：樹葉。跟第三領主弗那薩伊關係很險惡，但卻經常聊天。
第三領主弗那薩伊
弗那薩伊的源論是,「世界起源於虛無,並且它依然是虛無」。同時控制夢境與幻覺，成為最常也最簡單跟主物質界接觸的領主。
第七領主泰莫拉爾
全称是负剑者阿尔泰拉斯。生前原本只是一名叫阿特尔・菲爾迪斯的普通人類男童。當時仍是小孩的他遇見了一位搜集人類靈魂的魔鬼魔預者督尼，並與之了一份靈魂歸屬契約，其死靈魂歸屬於惡魔那方，以求生病的父親痊癒。
契約簽訂後，在魔預者督尼的勸說下，為了讓家人得到長久的安逸與庇護，又簽訂了第二份契約，只要遵守「一生不可愛任何人」的這份制約，阿特尔將獲得無盡的權勢與力量,並給予一把短劍讓他必要時可以呼叫自己。
阿特尔在督尼起身后立刻以对方給的短劍自盡，實踐了「一生不可愛任何人」這份契約，因為他執着的信念而使契約生效，得到深淵的力量，成為深淵第七位領主。70年後混亂時代結束，菲爾迪斯家建立塔希里亞大陸第一大帝國加斯帕爾帝國。在他源論還沒成熟時,半強迫的接受了神的「救贖」，成為帝國的守護神泰拉特。在擔任守護神時,內心逐漸腐化。神離之日，因不願對一手建立的帝國放手,墮落為專制魔王泰特斯。有说法称外篇《墓歌》中的掘墓人也是深渊领主之一，但未有明确表述。

#### 其他魔鬼
魔預者督尼
他曾經是一位具有非凡智慧與預言能力的高階魔鬼。曾服侍第一領主,後因對深淵的懷疑而放棄力量自我放逐，成為一名漫遊於塔希里亞的親歷型魔鬼。他提供阿特尔・加斯帕爾「一生不可愛任何人」的契約使魔鬼們得到了他們的第7位深淵領主—第七領主泰莫拉爾。雖然督尼的本意似乎是希望阿特尔・加斯帕爾能為愛放棄權力與力量,而有幸福的人生。
在之後2800年的時間裡，魔預者督尼一直指引並幫助第七領主泰莫拉爾鼓勵走上他自己的道路,轉變成守護神泰拉特，並跟隨其進入上層界成為聖靈，然而泰拉特逐漸迷失了自我，在神離之日拋棄天堂成為了惡魔——專制魔王泰特斯。督尼最終選擇拔出插在泰特斯身上的契約之劍並離開，開始了自己的下一次漫遊。
睿问魔
是阴影的前身——彩虹城英灵学院的学徒们在研究古代契约时偶尔发现的上位魔鬼。自诩为知识的化身，由于知识掌控一切的时代来临而现身。其语言有着极大的危险性，与其对话必须严格控制语气和态度，否则将遭到精神攻击，造成精神乃至肉体上的伤害。除此之外，没有发现其他攻击手段。
为了完成与睿问魔的契约，英灵学院的学徒们陆续进行了近三年的研究，其间死伤无数。最后由卢克·海德的突发奇想，成功完成能与其对话的防护法阵而得以成功。卢克为了宽慰老师斯布雷斯而将睿问魔的契约申报了法师界的最高奖项—提斯雷尔奖，结果遭到原黄金之塔学院院长科勒的剽窃，由于科勒有多名院长作证，卢克的当众指控没有得到承认，反遭禁止施法的处分。后由于艾梅达尔的干预，免遭流放异界之刑，仅处以流放彩虹城乡下的处置，免遭控诉的当夜，由于处置失当，以及卢克暗中解除了防护法阵，科勒连同睿问魔契约一起失踪，同在场的另两名院长皆遭到重创。这个疑点重重的案子指向当晚曾于黄金之塔附近出现的斯布雷斯，但由于缺乏证据而没有提起诉讼，成为彩虹城历史上著名的悬案。该事件被称为睿问魔谋杀案。该案之后，彩虹城和英灵学院的对立完全公开化。斯布雷斯亦下定决心脱离彩虹另立门户，成立阴影。

### 眾神
眾神被認為是第三意識的體現，在創世后主動對塔希里亞世界進行改動，試圖使之變為一個充滿秩序的世界。在眾神時代末期由於發覺受人類影響過重有可能導致上層界融入主物質界并導致主物質界的毀滅而強行將上層界抬升脫離，即為“神離之日”。
父神
按照菲尔娜的描述，父神是众神的起源，是最初的神，其他第二代的主神都来自于祂，并表现出祂的不同方面。同时，这些第二代的神所感受到的也会反馈给父神并影响祂。
王者守护神泰拉特
見第七領主泰莫拉爾。
正義之神斯坦貝爾
神離之日前受人類影響成為懲罰與虛偽之神。
智慧之神菲爾娜
神離之日前受人類影響成為智慧與謊言之神。
希望之神梅爾比斯
神離之日前受人類影響成為希望與絕望之神。據說遺留了一部份神力給自然神靈白色蒼鷹隆菲斯梅爾托其照拂圣精靈族，但也有可能只是圣精靈族的一家之言。
誓言之神斯摩埃爾
神離之日前受人類影響成為誓言與詭辯之神。
死亡之神埃沙斯
神離之日前受人類影響成為安寧與平靜之神。
弱者與善良的保護神埃沙娜
神離之日前受人類影響成為死亡之神。埃沙斯和埃沙娜本来是混乱时期一对天使兄妹。他们在天使军团背叛众神而遭到驱逐之后，设法夺取了凤凰的影子之力——死亡，并花去了四十年的时间来掌握这份力量。由于这份力量，他们被允许重回天界。但由于理念分歧，两者成了两个不同性质的神灵，并在神离之日再度合一。
戰爭與榮耀之神岡加羅斯
神離之日前受人類影響成為殺戮與盲目之神。在第一次創世戰爭之後，還是天界戰將的岡加羅斯潛入四大靈界中的大叢林并殺死當時的大叢林主宰金獅王巴傑特而中斷了靈界的擴張。以此功績成為天界戰神。在其指導下，人類建立了第一個人類國度納索里斯，並以戰神為主要信仰。在英雄時代，殘存的納索里斯王國仍然信仰戰神。
愛神
爱神本来是与战神一起诞生的一对三代神。初衷是让战神主管对外战争；爱神则负责調節人類生育。但爱的无常导致了爱神在不断的变化中逐渐迷失，最后因涉及特萊娜的叛變而被放逐封印於異位面，儘管仍能以精神形態感知但失去被人類感知的資格。本應慢慢被人遗忘，但卻因為人類不斷地尋覓愛情而不會消失。提斯雷爾在尋找愛人時曾造訪過封印愛神的位面幷向其詢問而無所得。菲尔娜描述愛神的本质“就是一张面具”。神離之日后在第三領主弗那薩伊的夢境樂園底層沉睡。
秩序與規律之神塞爾拉
神離之日前受人類影響成為機會與投機之神。
音樂與美術之神無形者
神離之日前受人類影響成為悲傷之神。无形者本来是天使军团的指挥官之一，其時的神職已不可考。在来到主物质界之后受到音乐和美术的吸引，背离了自己的职责四处游荡傳播音樂和美術。混亂時代末期当众神要消灭背叛的天使之时，无形者用琴聲與歌喉奇蹟般地改變了眾神的看法，并重获神职，成为艺术的象征。而天使们则得以脱胎转变为圣精灵。但代价则是永远忘记无形者为他们所做的一切。無形者因此失去力量不能迴歸上層界而繼續在主物質界遊蕩。
火焰與創造之神阿拉頓
矮人的守護神。混亂時代僅存的始祖泰坦，皈依父神后升入天界。于神離之日被父神擊碎墜落至主物質界，其頭盔被封印於人類王國的薩隆要塞。其後薩隆要塞被矮人攻陷改名為阿拉頓之光。
太陽神
本来是天使军团的指挥官之一的太陽神在混亂時代自我放逐不知所蹤。

## 书籍
塔希里亚故事集   (ISBN 9787544800280 出版日期：2007年11月1日 接力出版社)
塔希里亚故事集Ⅱ (ISBN 9787544805537 出版日期：2009年1月1日 接力出版社)
塔希里亚故事集Ⅲ (ISBN 9787544810722 出版日期：2010年1月1日 接力出版社)
塔希里亚故事集Ⅳ (ISBN 9787544815543 出版日期：2010年11月1日 接力出版社)
塔希里亚故事集Ⅴ (ISBN 9787544822817 出版日期：2012年1月1日 接力出版社)
塔希里亚故事集Ⅵ (ISBN 9787544829601 出版日期：2013年6月1日 接力出版社)
塔希里亚故事集Ⅶ (ISBN 9787544833752 出版日期：2014年5月1日 接力出版社)
塔希里亚故事集Ⅷ (ISBN 9787544840163 出版日期：2015年7月1日 接力出版社)
塔希里亚故事集Ⅸ (ISBN 9787544846370 出版日期：2016年12月1日 接力出版社)
塔希里亚故事集Ⅹ (ISBN 9787544863377 出版日期：2020年4月1日 接力出版社)
塔希里亚故事集·秘典 (ISBN 9787544863384 出版日期：2020年4月1日 接力出版社)
塔希里亞：魔幻剪影故事集Ⅰ(ISBN 9789865830540 出版日期：2013年9月25日 野人文化)
塔希里亞：魔幻剪影故事集Ⅱ(ISBN 9789865723040 出版日期：2014年1月28日 野人文化)

## 诡法棋
遊戲設定起源於神魔以及泰坦争霸大地的历史缩影，由法师提斯雷尔考古发掘并整理出来，但因为个人兴趣把一些规则和棋子作些改变，使之偏向于法师。《塔希里亚故事集Ⅱ》出版時，附赠了此棋。

## 外部連結
- 塔希里亞官方網站
- 作者博客
- 作者新浪博客 （页面存档备份，存于）
- 作者網易博客